# Altzo
Altzo en basque ou Alzo en espagnol est une commune du Guipuscoa dans la communauté autonome du Pays basque en Espagne.

## Géographie
Altzo se trouve dans la partie orientale du Gipuzkoa, au sein de la comarque de Tolosaldea, à cheval entre les vallées d'Oria et d'Araxes, peu avant la confluence de ces deux rivières. La capitale provinciale Saint-Sébastien se trouve à 32 km et Tolosa, la capitale comarquale, à 6 km.
Altzo a la particularité d'être une commune avec deux centres. Elle est composée par deux quartiers connus comme Bas-Altzo (Altzo Azpi en basque) et Haut-Altzo (Altzo Muño en basque, littéralement colline d'Altzo). Ces deux quartiers étaient anciennement indépendants mais aujourd'hui ils constituent deux noyaux de population bien définis.
Bas-Altzo est plus ancien mais aussi plus petit et moins peuplé. Il se trouve pratiquement dans la vallée de l'Oria, dans le ravin qui forme l'embouchure de la rivière. Le village a une structure linéaire le long de la vallée et de la route qui monte vers le Haut-Altzo.
Haut-Altzo se trouve dans une zone élevée et pentue, à moitié caché par les montagnes qui séparent les vallées de l'Oria et celle de l'Araxes. C'est ici que vit la majorité des habitants et que se situe la mairie.

## Histoire
On ne sait pas à quel moment historique apparaissent les deux bourgs qui forment Altzo, ni quand ils décidèrent de s'unir. La tradition voulait que le maire soit alternativement celui de chaque bourg.
En 1025, Altzo est cité pour la première fois. C'est un document donné par le monastère d'Olazabal, au monastère de San Juan de la Peña (Huesca), probablement l'église actuelle de San Salvador dans le Bas-Altzo. C'est le même monastère qui apparait dans un document de 1056, appelé dans ce cas, San Salvador de Ipazcoa. Celle-ci est considérée comme la première mention écrite du nom du Guipuscoa.
Il semble que le Bas-Altzo était à l'origine un fief des Olazabal et que le Haut-Altzo s'organisa comme un groupement d'habitations en marge des Olazabal.
En 1374, les habitants d'Altzo dépendront de la ville de Tolosa, un moyen de se substituer à l'influence des Olazabal et autres seigneurs. À ce moment apparait la chance d'union des deux Altzo. En 1615, après les guerres des bandes (banderizas), Altzo obtient le statut de « villa », récupérant ainsi son autonomie depuis son union avec Tolosa. Altzo participera ensuite dans plusieurs unions de villes pour payer les juntes générales du Guipuscoa, comme c'était le cas aussi pour l'union de Bozue Mayor ou l'union d'Aizpurua.
Durant le XIXe siècle, naitra le géant d'Altzo, Migel Joakin Eleizegi (1818-1861), (Le géant d'Altzo) dans la ferme Ipintza, considéré en son temps comme l'homme le haut d'Europe. Il atteindra les 2,40 m.
En 1882, les paroisses du Bas-Altzo et du Haut-Altzo s'uniront pour devenir une seule paroisse, demeurant ainsi la municipalité également unie dans le cadre religieux.

## Patrimoine
On remarque dans le Haut-Altzo, que l'église de Notre Dame de l'assomption date du XVIIIe siècle. Elle conserve un portail d'architecture gothique élisabéthaine, qui est antérieure au reste de cette construction.
Dans le Bas-Altzo, s'élève l'église paroissiale Saint-Sauveur, avec une nef unique et des voûtes gothiques. De sa première construction romane, il ne reste qu'un fragment de mur, sur la paroi latérale droite. La porte de la sacristie (gothique flamboyante) pourrait avoir été l'entrée principale de l'édifice. Cette église a une grande importance au Guipuscoa, mentionné en 1056, comme monastère de Saint-Sauveur d'Ipuzcoa. C'est la première fois qu'apparait la mention de "gipuzcoa" dans un texte écrit.
Dans le Bas-Altzo, on trouve également la ferme natale du "géant d'Altzo", Ipintza haundi. Elle possède un relief qui montre les dimensions réelles qu'avait cet homme, permettant aux visiteurs de se comparer à celui-ci.

## Personnalités

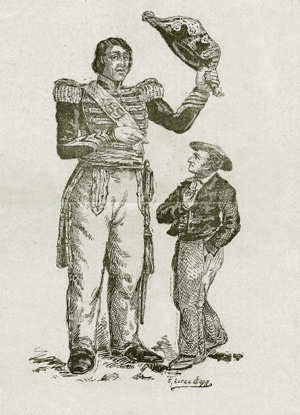
Migel Joakin Eleizegi, le Géant d'Alzo

- Migel Joakin Eleizegi (1818-1861) : Plus connu par son surnom le Géant d'Alzo. Fut un habitant connu pour son gigantisme. On pense qu'il mesura 2,42 m, car il n'a pas cessé de grandir jusqu'à sa mort. Il a été très populaire à son époque, s'est exhibé dans toute l'Europe et fut reçu, entre autres, par la reine Isabelle II d'Espagne et la reine Victoria d'Angleterre. Depuis sa mort, son souvenir a perduré dans le Pays basque, dont son village natal reste toujours associé à la figure du "Gigante". À l'entrée de la ferme Ipintza se trouve la sculpture intitulée Géant d'Altzo. Sculpture de Joaquín sculptée par Lope, en 1968.
- Manuel Antonio Imaz : Bertsolari du XIXe siècle. La petite école publique d'Altzo porte son nom : Imaz Bertsolaria Eskola.
- Edurne Pasaban : la grimpeuse (escalade) vit à Altzo depuis presque 5 ans. Actuellement l'habitante la plus connue du village.

### Sources
- (es) Cet article est partiellement ou en totalité issu de l’article de Wikipédia en espagnol intitulé « Alzo » (voir la liste des auteurs).